# Hof van Sonoy (Alkmaar)
Het Hof van Sonoy is een hofje in Alkmaar. Het bezit de status rijksmonument.
Op de plaats van het huidige Hof van Sonoy lag vroeger het Witte Hof of Sint Maria Magdalena Klooster. Het klooster kwam in 1572 in handen van de stad en het hof werd toen gebruikt om stedelingen onder te brengen die dakloos waren geworden, omdat hun huizen waren gesloopt voor de aanleg van de nieuwe stadsverdediging. Na het beleg werd het Hof verkocht aan Diederik Sonoy, gouverneur van het Noorderkwartier, die hier enige jaren heeft gewoond. Sonoy had een sleutelrol in de overwinning op de Spanjaarden in 1573. Zijn naam is aan deze plek verbonden gebleven. 
De volgende eigenaar was Mr. Willem van Bardes. hij heeft de markante achtkantige toren laten bouwen. Het poortje met het wapen van Bardes dateert uit het begin van de 17e eeuw. In 1743 kwam het Hof in bezit van de Hervormde Gemeente, die hier een tehuis voor oude mannen en vrouwen vestigde. De later aangebrachte gevelsteen aan de buitenzijde van het poortje herinnert hieraan. Dit poortje is in de jaren 1970 geadopteerd en gerestaureerd door de Historische Vereniging Alkmaar, die het nu als logo voert. Het linkerpand is tegenwoordig ingericht als restaurant.